# Mortes em julho de 2021
Mortes em 2021: ← Janeiro – Fevereiro – Março – Abril – Maio – Junho – Julho – Agosto – Setembro – Outubro – Novembro – Dezembro →
Esta é uma relação de pessoas notáveis que morreram durante o mês de julho de 2021, listando nome, nacionalidade, ocupação e ano de nascimento.

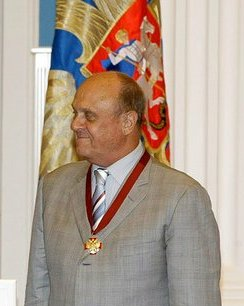
Vladimir Menshov, cineasta e ator russo.

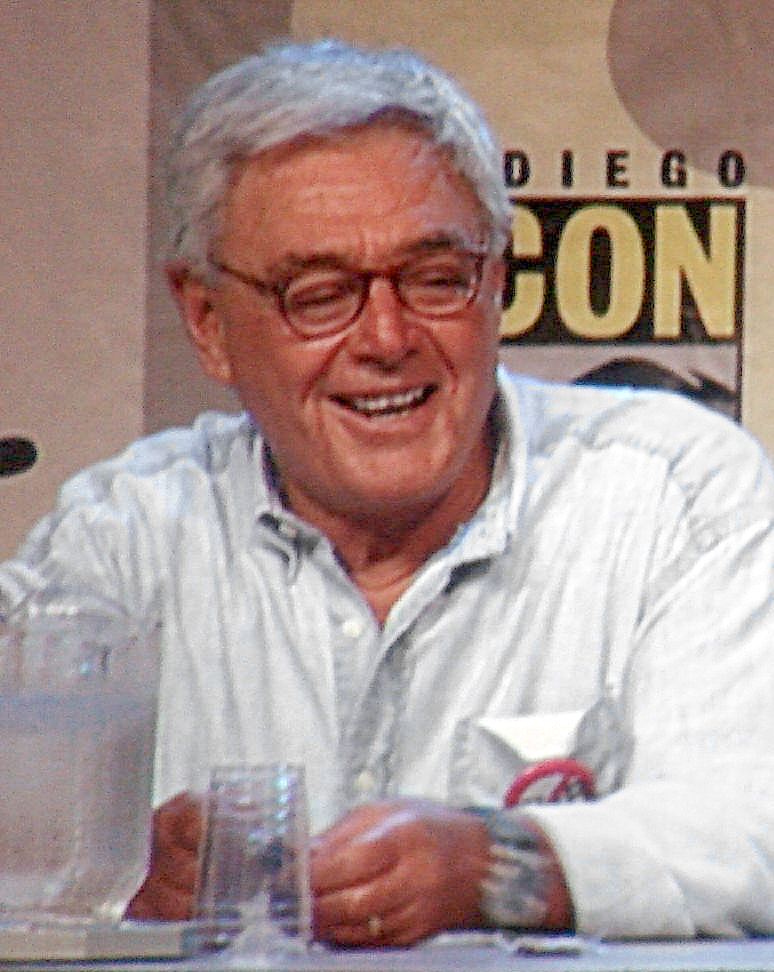
Richard Donner, cineasta norte-americano.

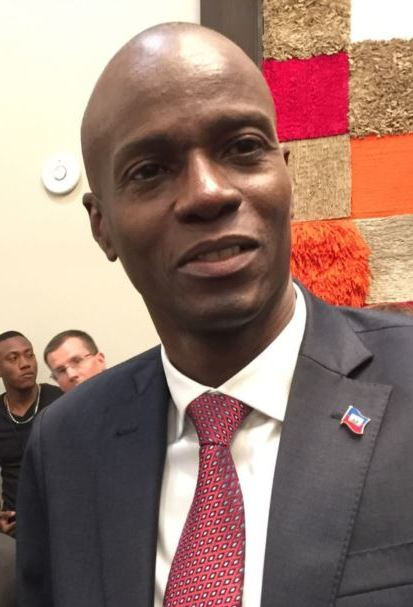
Jovenel Moïse, presidente do Haiti.

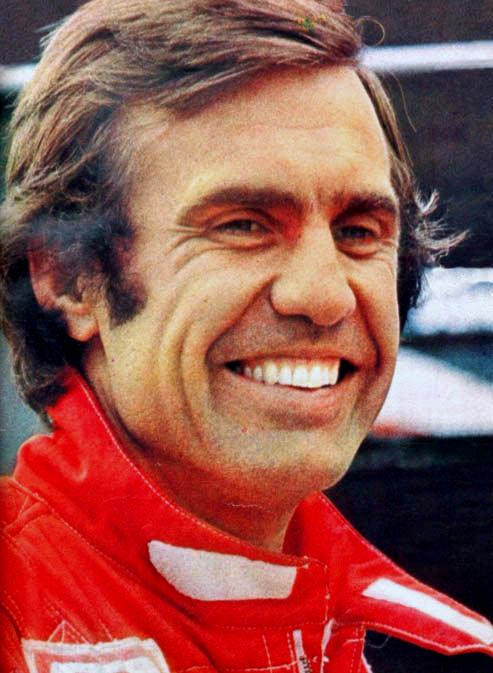
Carlos Reutemann, automobilista e político argentino.

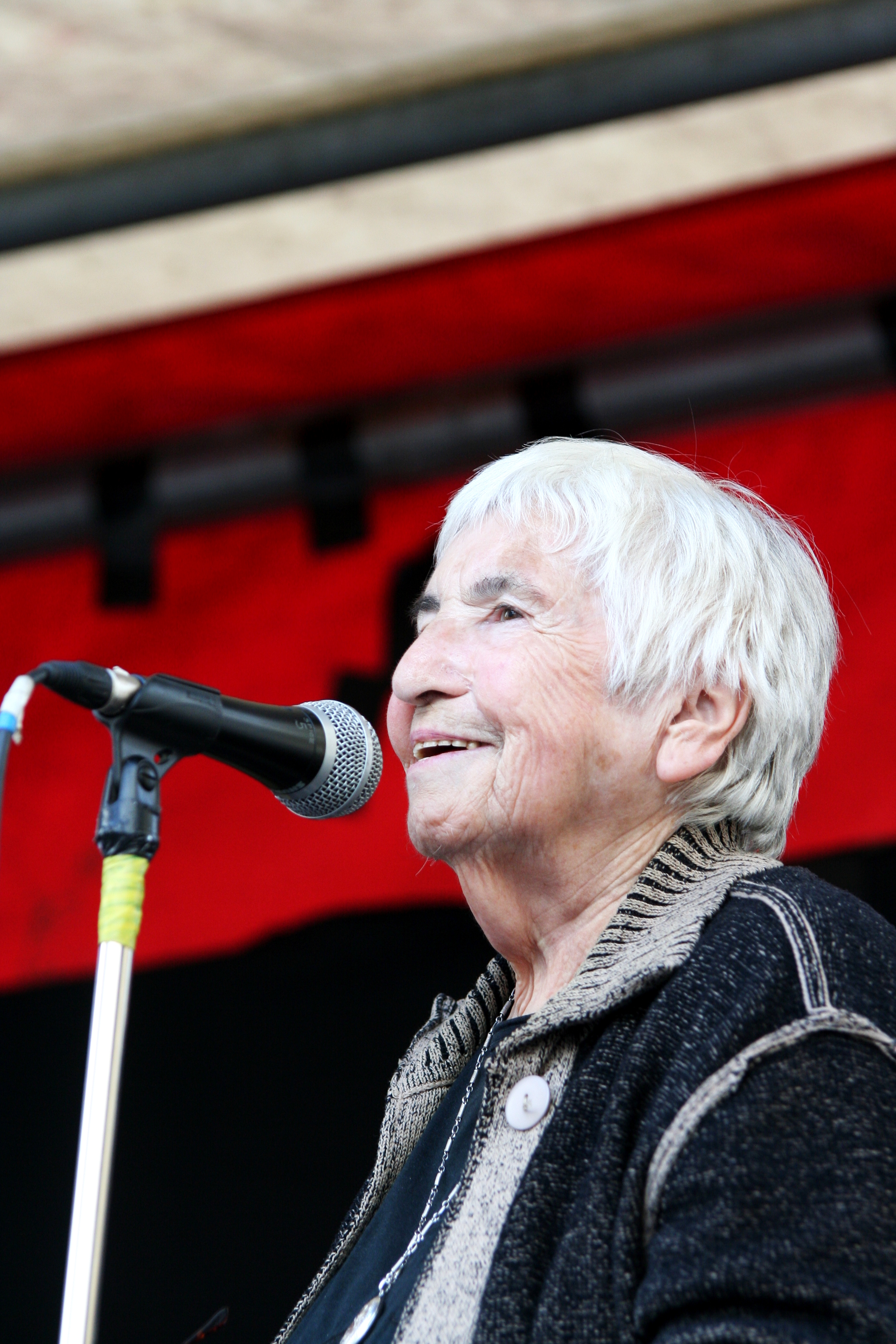
Esther Béjarano, musicista alemã.

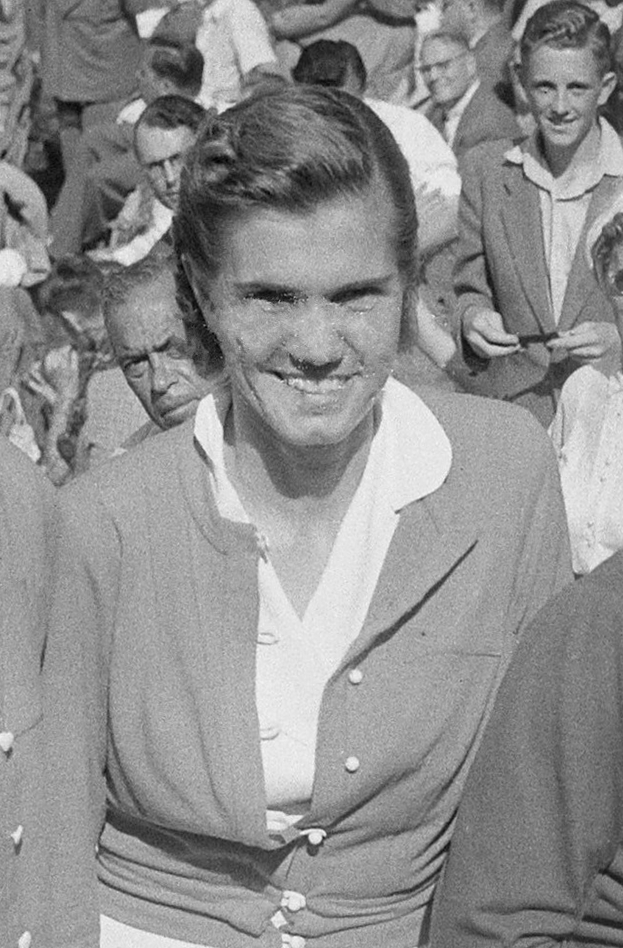
Shirley Fry, tenista norte-americana.

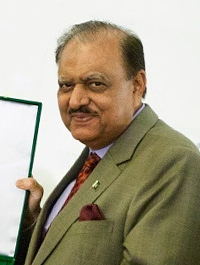
Mamnoon Hussain, ex-presidente do Paquistão.

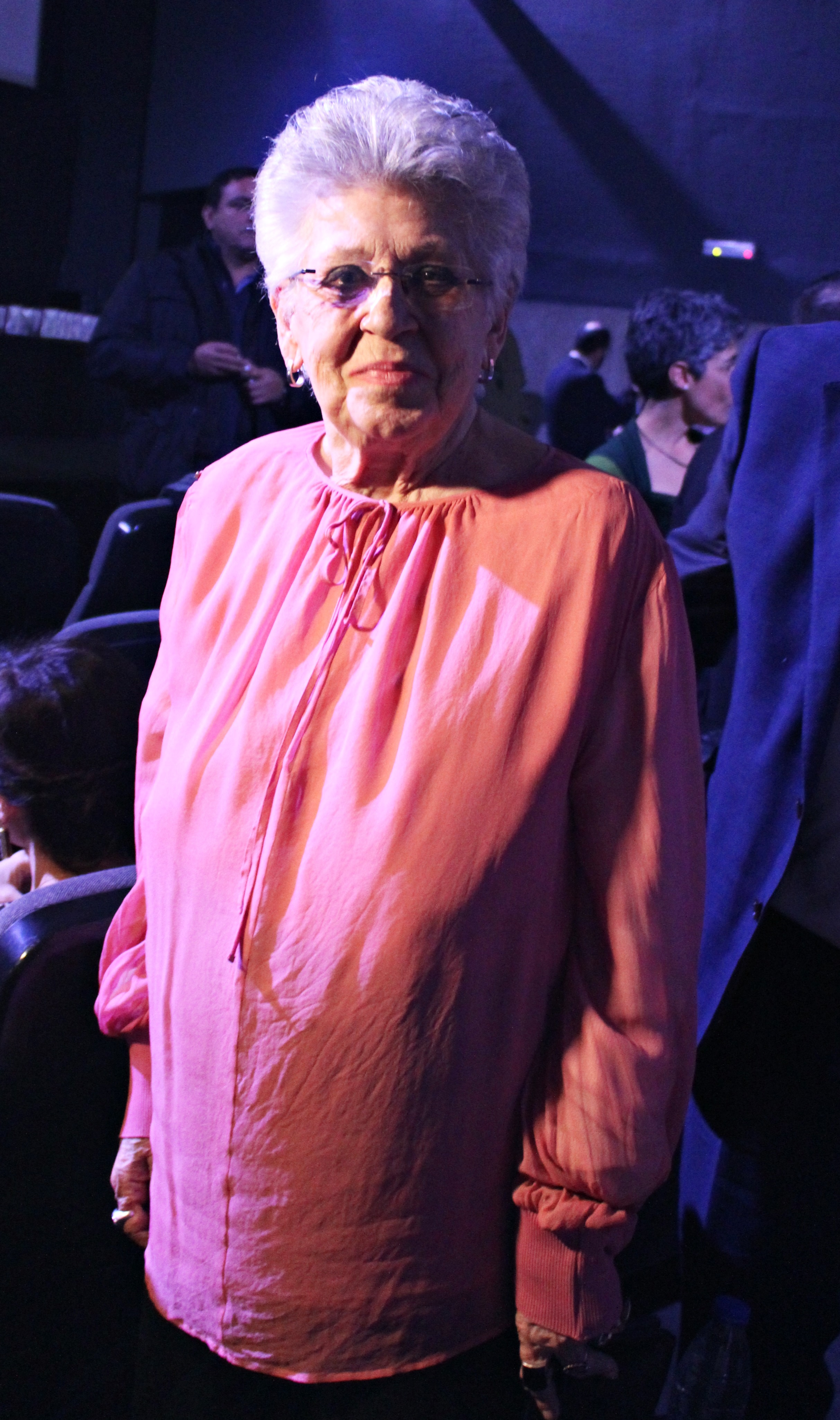
Pilar Bardem, atriz espanhola.

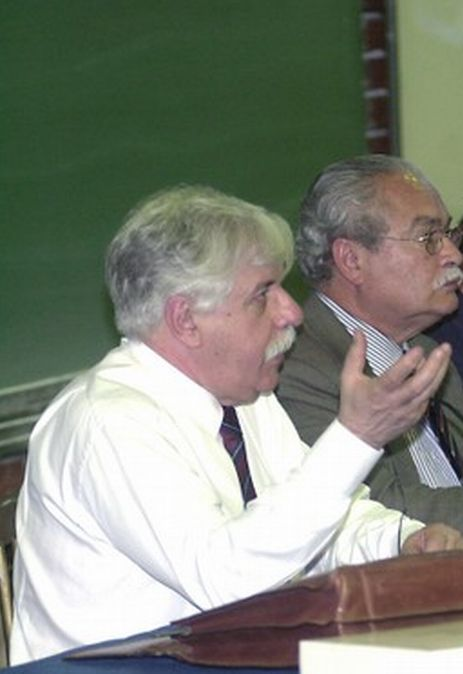
Roberto Romano, filósofo e professor brasileiro.

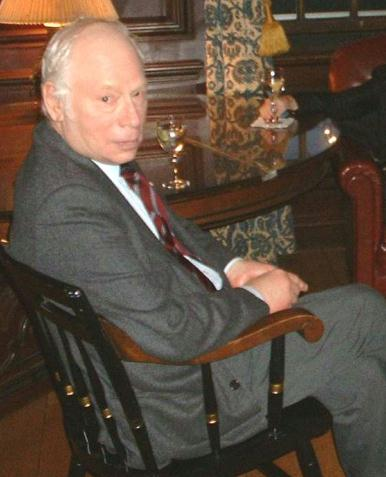
Steven Weinberg, físico norte-americano.

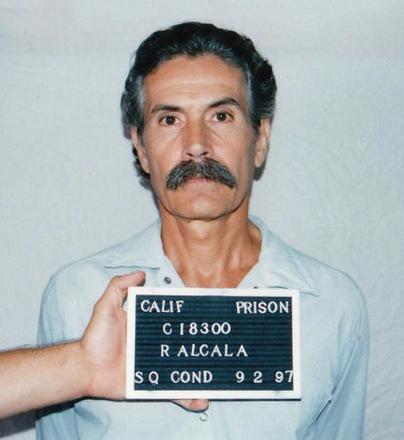
Rodney Alcala, criminoso norte-americano.

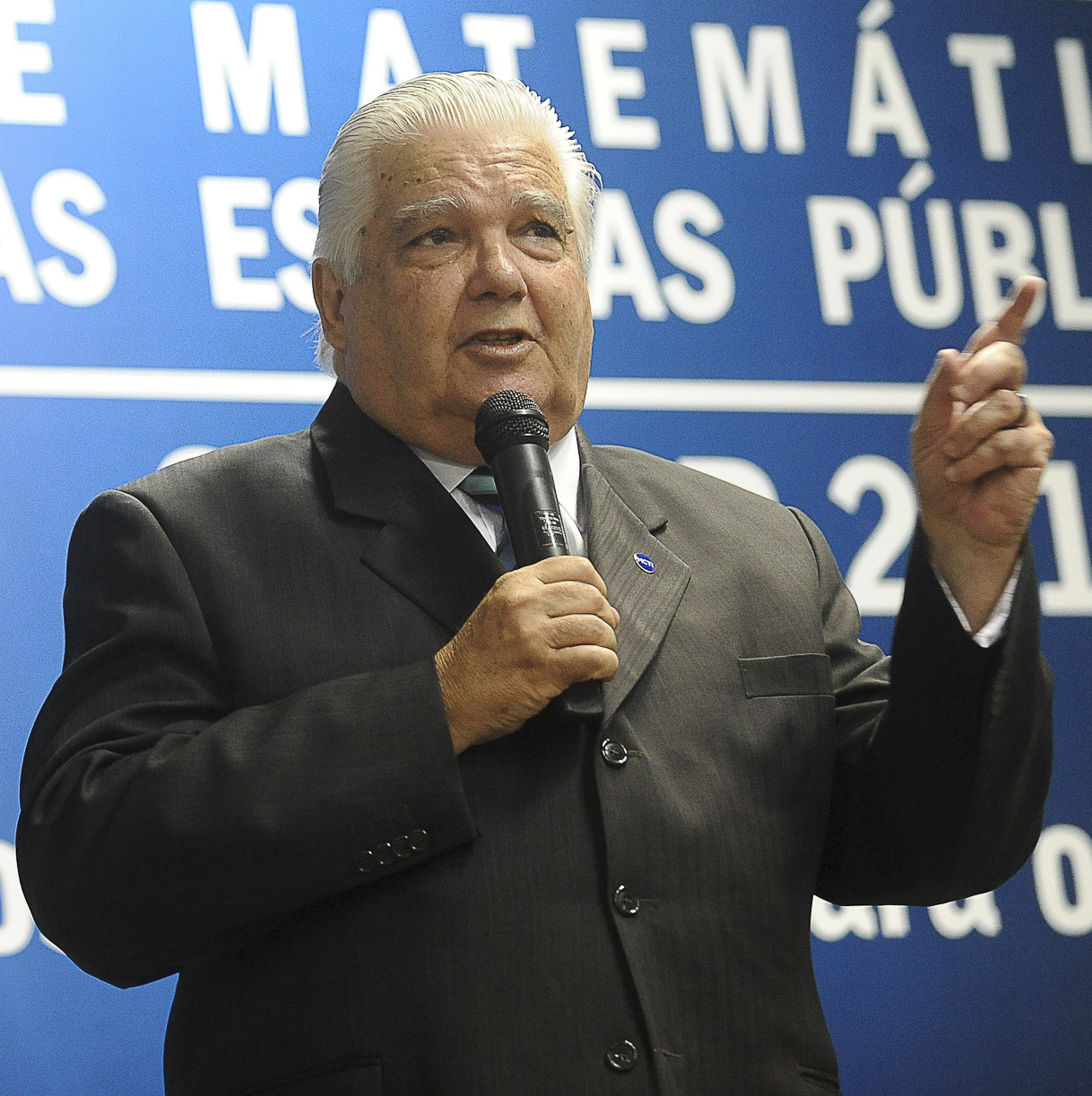
Marco Antonio Raupp, matemático brasileiro.

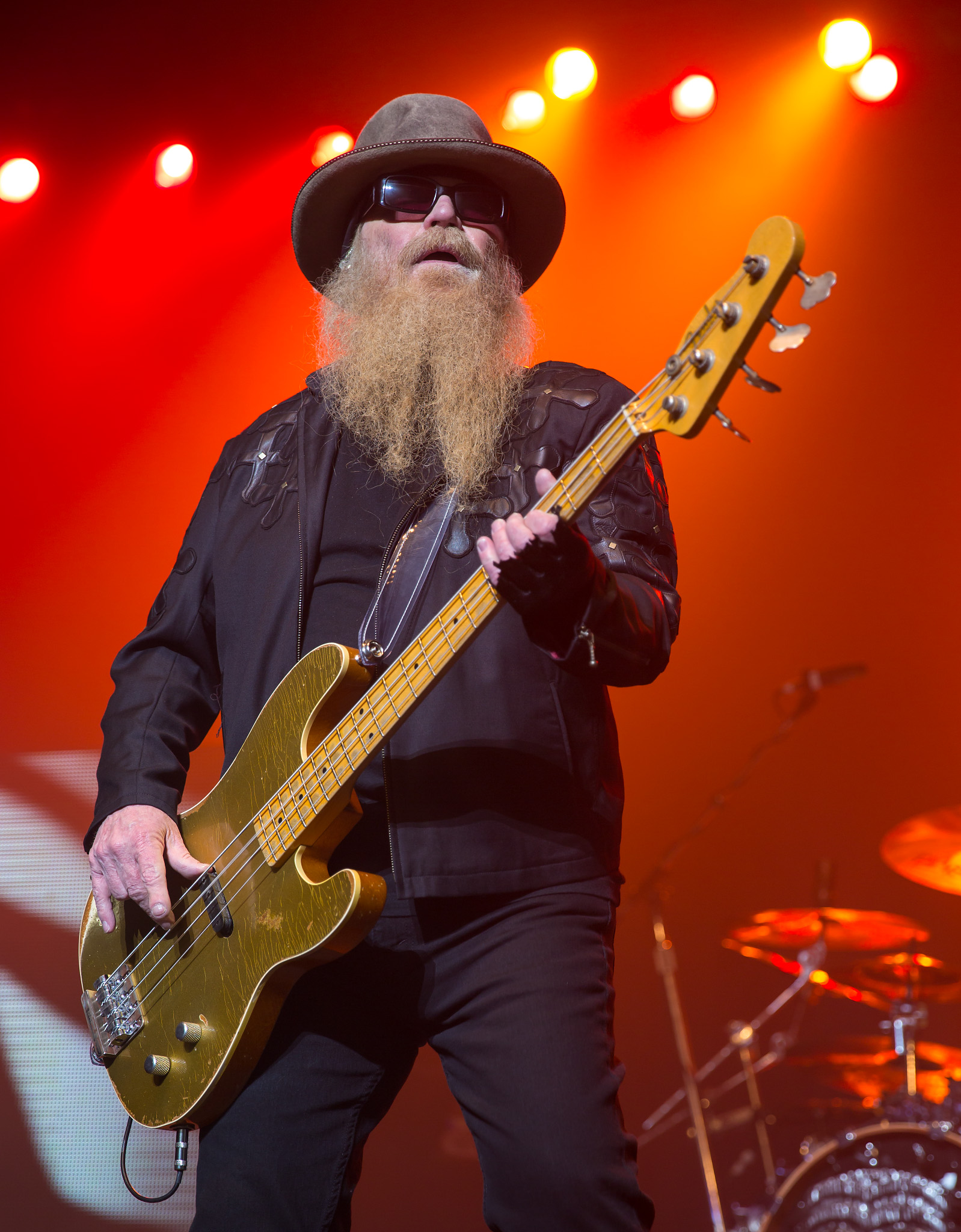
Dusty Hill, cantor e baixista norte-americano.

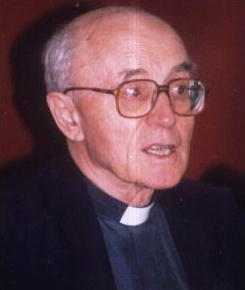
Albert Vanhoye, cardeal francês.

| Dia | Nome                               | Profissão ou motivo de reconhecimento          | Nacionalidade                  | Nasc. | Ref     |
| --- | ---------------------------------- | ---------------------------------------------- | ------------------------------ | ----- | ------- |
| 1   | Steve Kekana                       | Cantor                                         | África do Sul                  | 1958  | [ 1 ]   |
| 1   | Rodrigo de Haro                    | Artista plástico                               | Brasil                         | 1939  | [ 2 ]   |
| 2   | Juozas Baranauskas                 | Âncora de telejornal e político                | Lituânia                       | 1935  | [ 3 ]   |
| 3   | Oleg Ostapenko                     | Treinador de ginástica                         | Ucrânia                        | 1945  | [ 4 ]   |
| 3   | Waldemar Marques de Oliveira Filho | Político                                       | Brasil                         | 1951  | [ 5 ]   |
| 3   | Abelardo Alvarado Alcántara        | Prelado                                        | México                         | 1933  | [ 6 ]   |
| 3   | Haunani-Kay Trask                  | Ativista                                       | Estados Unidos                 | 1949  | [ 7 ]   |
| 4   | Richard Lewontin                   | Matemático, biólogo e professor universitário  | Estados Unidos                 | 1929  | [ 8 ]   |
| 5   | Vladimir Menshov                   | Cineasta e ator                                | Rússia/ União Soviética        | 1939  | [ 9 ]   |
| 5   | Raffaela Carrà                     | Cantora e atriz                                | Itália                         | 1943  | [ 10 ]  |
| 5   | Richard Donner                     | Cineasta                                       | Estados Unidos                 | 1930  | [ 11 ]  |
| 5   | Alfredo Obberti                    | Futebolista                                    | Argentina                      | 1945  | [ 12 ]  |
| 5   | Roberto Hernández                  | Atleta                                         | Cuba                           | 1967  | [ 13 ]  |
| 5   | William Smith                      | Ator                                           | Estados Unidos                 | 1933  | [ 14 ]  |
| 6   | Djivan Gasparyan                   | Músico e compositor                            | Armênia                        | 1928  | [ 15 ]  |
| 6   | Leandro Prates Oliveira            | Atleta                                         | Brasil                         | 1982  | [ 16 ]  |
| 6   | Patrick John                       | Político                                       | Dominica                       | 1938  | [ 17 ]  |
| 6   | Ruy Quaresma                       | Maestro e compositor                           | Brasil                         | 1952  | [ 18 ]  |
| 6   | Mary Fama                          | Matemática                                     | Nova Zelândia                  | 1938  | [ 19 ]  |
| 7   | Jovenel Moïse                      | Político                                       | Haiti                          | 1968  | [ 20 ]  |
| 7   | Robert Downey, Sr.                 | Cineasta e ator                                | Estados Unidos                 | 1936  | [ 21 ]  |
| 7   | Carlos Reutemann                   | Automobilista e político                       | Argentina                      | 1942  | [ 22 ]  |
| 7   | Martin Hebner                      | Político                                       | Alemanha                       | 1959  | [ 23 ]  |
| 8   | Ricardo Costa                      | Cineasta e ensaísta                            | Portugal                       | 1940  | [ 24 ]  |
| 8   | Renata Pallottini                  | Professora universitária e pesquisadora        | Brasil                         | 1931  | [ 25 ]  |
| 8   | Frederick Hawthorne                | Químico                                        | Estados Unidos                 | 1928  | [ 26 ]  |
| 9   | Frank Lui                          | Político                                       | Niue                           | 1935  | [ 27 ]  |
| 9   | Paul Mariner                       | Futebolista                                    | Reino Unido                    | 1953  | [ 28 ]  |
| 9   | Jorge Fontes Hereda                | Político e executivo                           | Brasil                         | 1956  | [ 29 ]  |
| 10  | Esther Béjarano                    | Musicista                                      | Alemanha                       | 1924  | [ 30 ]  |
| 10  | Carmel Budiardjo                   | Ativista                                       | Reino Unido                    | 1925  | [ 31 ]  |
| 10  | Travis Fulton                      | Lutador                                        | Estados Unidos                 | 1977  | [ 32 ]  |
| 10  | Oswaldo Luiz Alves                 | Químico, pesquisador e professor universitário | Brasil                         | 1947  | [ 33 ]  |
| 11  | Laurent Monsengwo Pasinya          | Prelado                                        | República Democrática do Congo | 1939  | [ 34 ]  |
| 11  | Hydekel de Freitas Lima            | Político                                       | Brasil                         | 1939  | [ 35 ]  |
| 11  | Vasco                              | Pintor e cartunista                            | Portugal                       | 1935  | [ 36 ]  |
| 11  | Duda                               | Futebolista                                    | Brasil                         | 1947  | [ 37 ]  |
| 11  | Charles Robinson                   | Ator                                           | Estados Unidos                 | 1945  | [ 38 ]  |
| 12  | Edwin Edwards                      | Político                                       | Estados Unidos                 | 1927  | [ 39 ]  |
| 12  | Paulo Tarso Flecha de Lima         | Diplomata                                      | Brasil                         | 1933  | [ 40 ]  |
| 13  | Alberto Dualib                     | Empresário e ex-dirigente esportivo            | Brasil                         | 1919  | [ 41 ]  |
| 13  | Alexander Stefanovich              | Cineasta                                       | Rússia                         | 1944  | [ 42 ]  |
| 13  | Pedro Wosgrau Filho                | Engenheiro e político                          | Brasil                         | 1947  | [ 43 ]  |
| 13  | Shirley Fry                        | Tenista                                        | Estados Unidos                 | 1927  | [ 44 ]  |
| 14  | Christian Boltanski                | Artista plástico e fotógrafo                   | França                         | 1944  | [ 45 ]  |
| 14  | Mamnoon Hussain                    | Político                                       | Paquistão                      | 1940  | [ 46 ]  |
| 14  | Antonio Gómez del Moral            | Ciclista                                       | Espanha                        | 1939  | [ 47 ]  |
| 14  | Kurt Westergaard                   | Cartunista                                     | Dinamarca                      | 1935  | [ 48 ]  |
| 16  | Biz Markie                         | Músico                                         | Estados Unidos                 | 1964  | [ 49 ]  |
| 17  | Pilar Bardem                       | Atriz                                          | Espanha                        | 1939  | [ 50 ]  |
| 17  | José Jaime Galeano                 | Ciclista                                       | Colômbia                       | 1945  | [ 51 ]  |
| 17  | Hermann von Richthofen             | Diplomata                                      | Alemanha                       | 1933  | [ 52 ]  |
| 17  | Jacqueline Sassard                 | Atriz                                          | França                         | 1940  | [ 53 ]  |
| 19  | José Hidasi                        | Ornitólogo                                     | Hungria/ Brasil                | 1926  | [ 54 ]  |
| 19  | Arturo Armando Molina              | Político e militar                             | El Salvador                    | 1927  | [ 55 ]  |
| 19  | Simon Terry                        | Arqueiro                                       | Reino Unido                    | 1974  | [ 56 ]  |
| 19  | Margarida Guia                     | Atriz e criadora sonora                        | Portugal                       | 1972  | [ 57 ]  |
| 20  | Françoise Arnoul                   | Atriz                                          | Argélia/ França                | 1931  | [ 58 ]  |
| 20  | Anita Novinsky                     | Historiadora                                   | Polónia/ Brasil                | 1922  | [ 59 ]  |
| 20  | James Henry Bramble                | Matemático                                     | Estados Unidos                 | 1930  | [ 60 ]  |
| 21  | Aleksander Eelmaa                  | Ator                                           | Estónia                        | 1946  | [ 61 ]  |
| 22  | Roberto Romano                     | Filósofo e professor                           | Brasil                         | 1946  | [ 62 ]  |
| 22  | Boris Tchotchiev                   | Político                                       | Geórgia                        | 1957  | [ 63 ]  |
| 22  | Maurice Taieb                      | Geólogo e paleoantropólogo                     | Tunísia                        | 1935  | [ 64 ]  |
| 23  | Miguel Ángel Virasoro              | Físico                                         | Argentina                      | 1940  | [ 65 ]  |
| 23  | Steven Weinberg                    | Físico                                         | Estados Unidos                 | 1933  | [ 66 ]  |
| 23  | Claude Rouer                       | Ciclista                                       | França                         | 1929  | [ 67 ]  |
| 23  | Klaus Wilhelm Roggenkamp           | Matemático                                     | Alemanha                       | 1940  | [ 68 ]  |
| 23  | Toshihide Masukawa                 | Físico                                         | Japão                          | 1940  | [ 69 ]  |
| 24  | Rodney Alcala                      | Criminoso                                      | Estados Unidos                 | 1943  | [ 70 ]  |
| 24  | Marco Antonio Raupp                | Matemático                                     | Brasil                         | 1938  | [ 71 ]  |
| 24  | Virgílio Pereira                   | Professor e político                           | Portugal                       | 1941  | [ 72 ]  |
| 24  | Noel Swerdlow                      | Historiador                                    | Estados Unidos                 | 1941  | [ 73 ]  |
| 25  | Otelo Saraiva de Carvalho          | Militar e político                             | Portugal                       | 1936  | [ 74 ]  |
| 25  | Edvaldo Arlego                     | Escritor e filósofo                            | Brasil                         | 1939  | [ 75 ]  |
| 26  | Ivan Toplak                        | Jogador e treinador de futebol                 | Sérvia/ Iugoslávia             | 1931  | [ 76 ]  |
| 26  | João da Rocha Ribeiro Dias         | Político                                       | Brasil                         | 1941  | [ 77 ]  |
| 26  | Mike Enzi                          | Político e economista                          | Estados Unidos                 | 1944  | [ 78 ]  |
| 26  | André Ceccato                      | Ator                                           | Brasil                         | 1961  | [ 79 ]  |
| 26  | Joey Jordison                      | Músico                                         | Estados Unidos                 | 1975  | [ 80 ]  |
| 26  | George De Peana                    | Atleta                                         | Guiana                         | 1936  | [ 81 ]  |
| 26  | Albert Bandura                     | Psicólogo                                      | Canadá/ Estados Unidos         | 1925  | [ 82 ]  |
| 26  | Gilbert Levin                      | Engenheiro                                     | Estados Unidos                 | 1924  | [ 83 ]  |
| 27  | José Arthur Giannotti              | Filósofo e professor universitário             | Brasil                         | 1930  | [ 84 ]  |
| 27  | Orlando Drummond                   | Ator e dublador                                | Brasil                         | 1919  | [ 85 ]  |
| 27  | Meriem Belmihoub                   | Ativista e política                            | Argélia                        | 1935  | [ 86 ]  |
| 27  | Mo Hayder                          | Romancista                                     | Reino Unido                    | 1962  | [ 87 ]  |
| 28  | André Catimba                      | Futebolista                                    | Brasil                         | 1946  | [ 88 ]  |
| 28  | Dusty Hill                         | Cantor e baixista                              | Estados Unidos                 | 1949  | [ 89 ]  |
| 28  | Tamara Kamenszain                  | Poeta                                          | Argentina                      | 1947  | [ 90 ]  |
| 28  | Porfirio Armando Betancourt        | Futebolista                                    | Honduras                       | 1957  | [ 91 ]  |
| 28  | Ron Popeil                         | Inventor                                       | Estados Unidos                 | 1935  | [ 92 ]  |
| 28  | István Csom                        | Enxadrista                                     | Hungria                        | 1940  | [ 93 ]  |
| 28  | Ben Wagin                          | Artista                                        | Alemanha                       | 1930  | [ 94 ]  |
| 28  | Peter George                       | Halterofilista                                 | Estados Unidos                 | 1929  | [ 95 ]  |
| 29  | Albert Vanhoye                     | Prelado                                        | França                         | 1923  | [ 96 ]  |
| 29  | Pedro Tamen                        | Escritor                                       | Portugal                       | 1934  | [ 97 ]  |
| 29  | Carl Levin                         | Político                                       | Estados Unidos                 | 1934  | [ 98 ]  |
| 29  | Phillip Hinton                     | Ator                                           | Reino Unido                    | 1942  | [ 99 ]  |
| 30  | Olga Prats                         | Pianista                                       | Portugal                       | 1938  | [ 100 ] |
| 31  | Terry Cooper                       | Futebolista                                    | Reino Unido                    | 1944  | [ 101 ] |
| 31  | Thea White                         | Dubladora                                      | Estados Unidos                 | 1940  | [ 102 ] |